# Sipaliwini
Sipaliwini ist ein Distrikt im Süden von Suriname. Er besitzt eine Fläche von 130.567 km² und ist damit größer als alle anderen Distrikte von Suriname zusammen.
Der Name leitet sich aus der Sprache der Arawaks ab: sipa bedeutet „Stein“ und wini „Wasser“ und „Fluss“.
Der Distrikt hat keine eigene Hauptstadt, sondern wird direkt von Paramaribo aus verwaltet. Er ist jedoch im Parlament (De Nationale Assemblée) mit vier Abgeordneten vertreten.
Im Südwesten von Sipaliwini gibt es Grenzkonflikte mit Guyana, da Suriname den auf der oberen Karte gestrichelt dargestellten Teil Sipaliwinis beansprucht.

## Geschichte
Sipaliwini wurde 1983 gegründet. Um den Distrikt zu schaffen, wurde der Distrikt Nickerie von etwa 65.000 km² auf 5000 km² verkleinert.
Sipaliwini ist das Stammesgebiet, das von Maroons und indigenen Völkern bewohnt wird. Verschiedene Friedensverträge seit 1686 hatten die Autonomie der Stämme über ihr eigenes Gebiet anerkannt, jedoch fehlte eine genaue Abgrenzung des Stammesgebiets.
Archäologen gehen davon aus, dass Jäger und Sammler bereits in der Altsteinzeit im heutigen Distrikt Sipaliwini lebten. Während der Kolonialzeit blieb die Region weitgehend unberührt, da die niederländischen Herrscher Surinames Angst vor den Portugiesen in Brasilien hatten. Erst im 20. Jahrhundert begannen Entwicklungsprojekte.
Im Jahr 2004 gab es 41 Schulen sowie 24 Kliniken im Distrikt. Die medizinische Versorgung wird von der Medische Zending bereitgestellt. In den 1950er Jahren wurden im Rahmen der Operation Grasshopper zahlreiche kleine Landebahnen im Distrikt errichtet, um das Gebiet besser zugänglich zu machen.
In den späten 1960er Jahren kam es im Südwesten des Distrikts, im Tigri-Gebiet des Coeroeni-Resorts, gelegentlich zu Kämpfen zwischen guyanischen und surinamischen Truppen aufgrund von Grenzstreitigkeiten.

## Verwaltungsgliederung
Der Distrikt Sipaliwini ist seinerseits wiederum in folgende sieben Ressorts gegliedert (dezentralisiert):
- Boven-Coppename
- Boven-Saramacca
- Boven-Suriname
- Coeroenie
- Kabalebo
- Tapanahoni
- Paramacca (ausgegliedert aus Tapanahoni 2012)[9]